# Форт-Селкерк

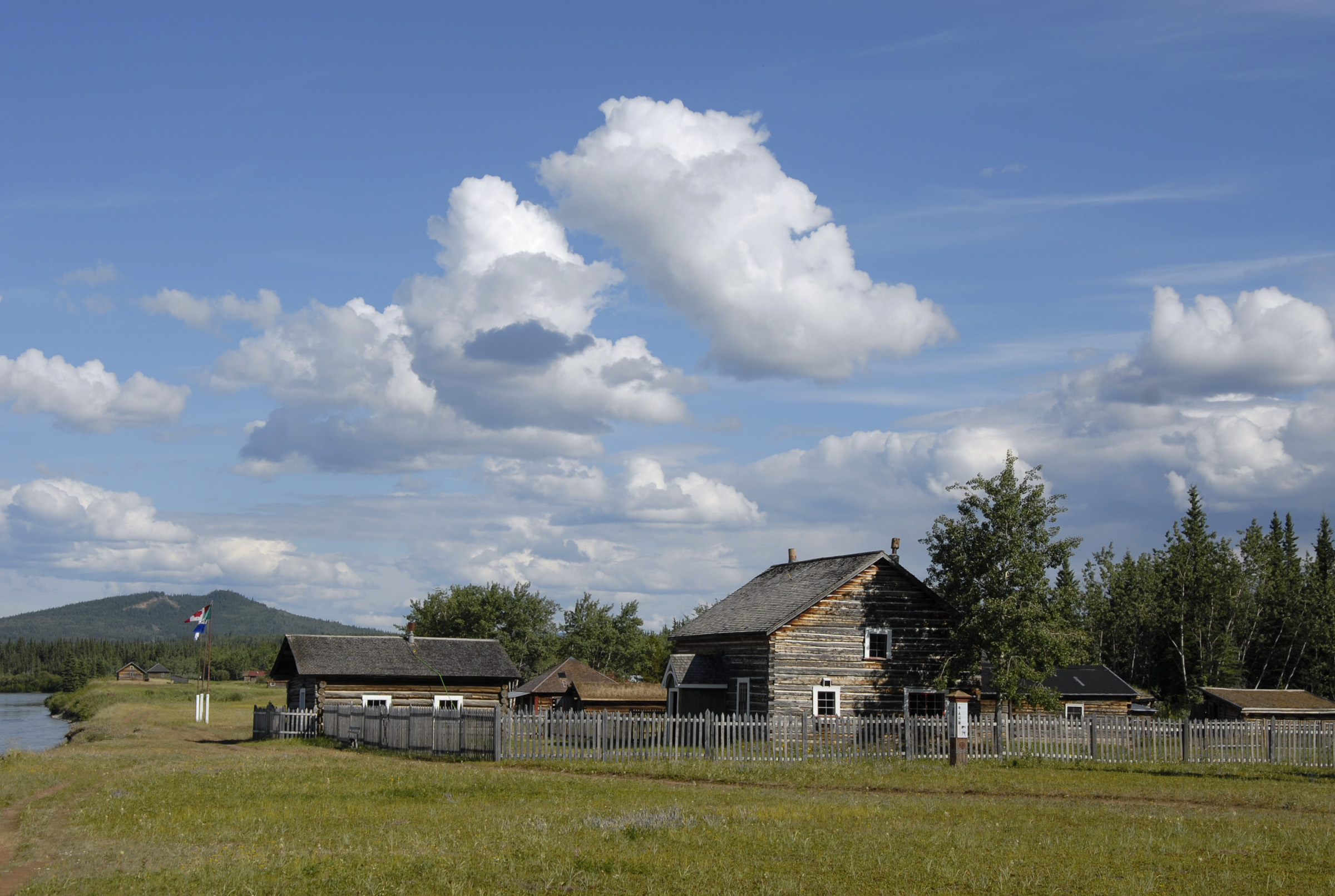
Некоторые исторические постройки в Форт-Селкерке.

Форт-Селкерк (англ. Fort Selkirk) — заброшенный населённый пункт, расположенный в канадской территории Юкон. Был основан как торговый пост компании Гудзонова залива в 1848 году, позднее был покинут. Получил своё второе рождение в конце XIX века, затем снова был заброшен. Находится на территории индейской общины северных тутчон Селкерк.
В настоящее время Форт-Селкерк охраняется государством.

## Физико-географические характеристики
Форт-Селкерк является центром одноимённого вулканического поля. По мнению экспертов, последнее извержение вулкана (Нелруна) наблюдалось в регионе 4200 лет назад. Рассказы об извержениях присутствуют в устной традиции северных тутчон. Ряд извержений проходил во время ледникового периода, когда вулканы были покрыты толщей льда.
В реках Юкон и Пелли водится много рыбы, что всегда привлекало индейцев. Животный мир также разнообразен. Здесь присутствуют черные медведи, койоты, красные лисы, ондатры и т. д. Особое место занимают олени карибу. Среди археологических находок около Форт-Селкерка встречаются кости карибу, которым 1,6 млн лет.

## История

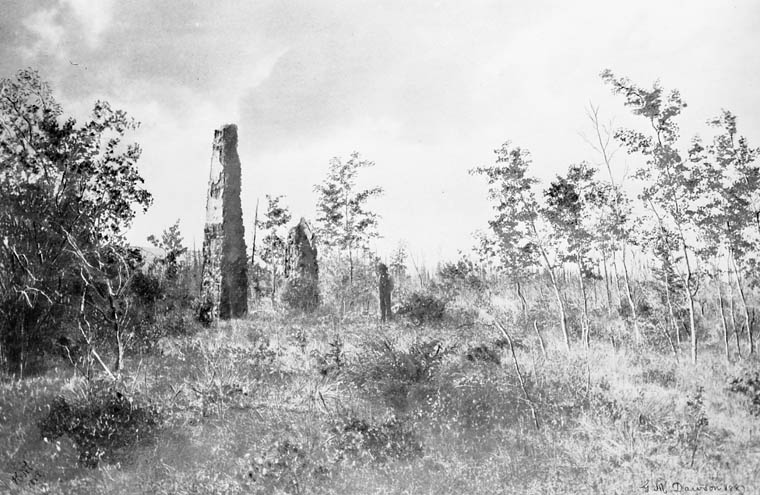
Руины Форт-Селкерка в 1887 году.

Форт-Селкерк был основан в 1848 году Робертом Кэмпбеллом в устье реки Пелли на территории северных тутчон. Последние занимались рыболовством и торговлей с индейцами племени тлингит с побережья Атлантического океана, которые боролись за свои рынки сбыта. Форт-Селкерк разрушал торговую монополию тлингитов и потому постоянно подвергался их нападениям; в 1852 году, не дожидаясь жертв, торговцы покинули форт, который впоследствии был сожжён индейцами.
В 1889 году американец Артур Харпер со своей женой основали новый торговый пост около заброшенного. В годы клондайкской золотой лихорадки возросшее речное сообщение между городами Уайтхорс и Доусон способствовало процветанию форта. В 1930-х в него вернулась компания Гудзонова залива.
После строительства аляскинской трассы в 1942 году и всесезонной дороги между Мейо и Доусоном в начале 1950-х время расцвета лодочного транспорта подошло к концу. Многие жители покинули Форт-Селкерк. К середине 1950-х пост был полностью заброшен.